# المعهد الوطني للتقنيات الفضائية

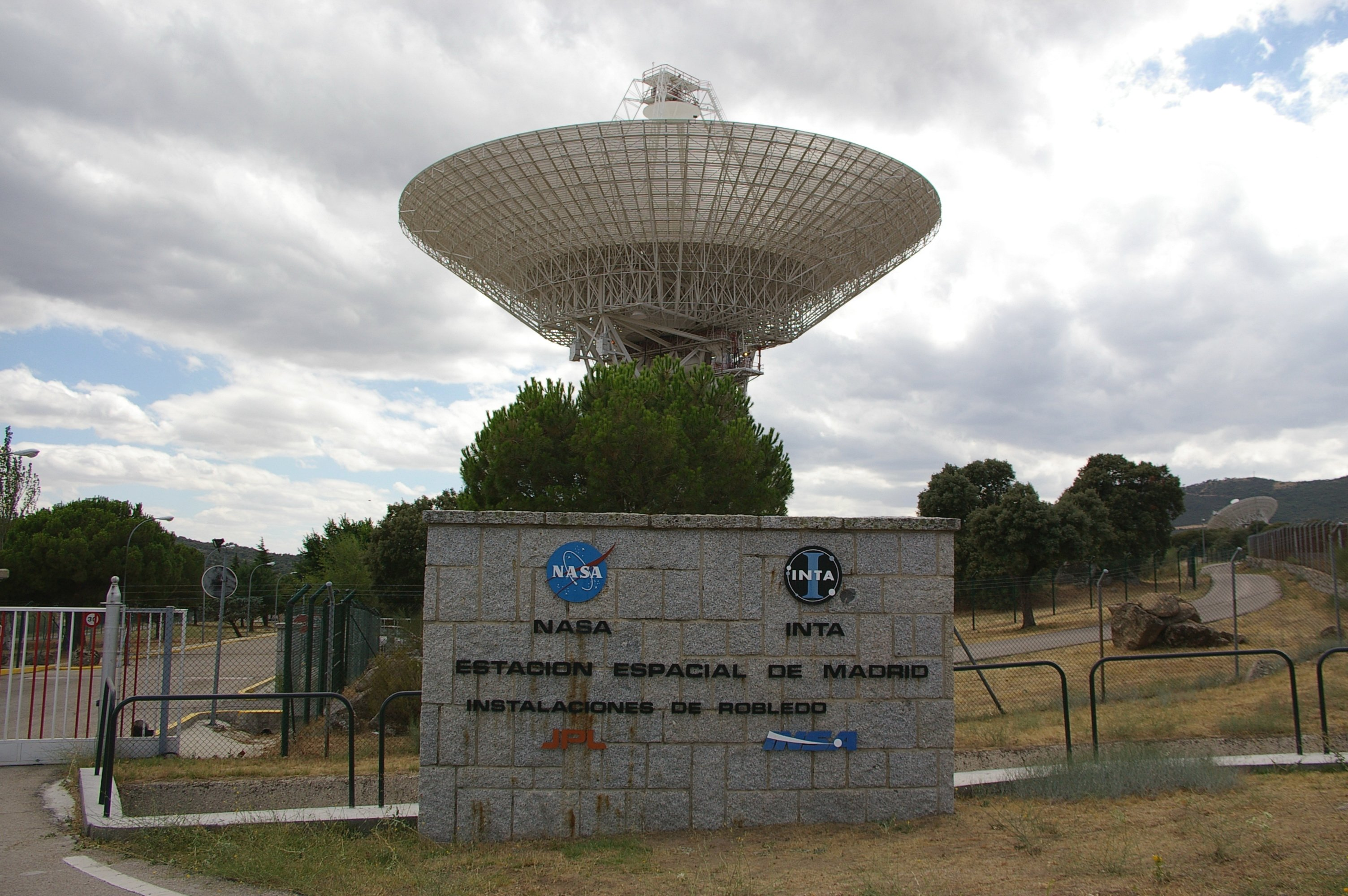
مركز مدريد المركب للإتصال الفضائي، المدار عن طريق المعهد

المعهد الوطني للتقنيات الفضائية (بالإسبانية: Instituto Nacional de Técnica Aeroespacial)‏، هي وكالة الفضاء التابعة لإسپانيا. أنشئت الوكالة عام 1942 ويقع مقرها في تيريجون دي أردوز، قرب مدريد.

## التنظيم
تكلفة 100 مليون يورو تأتي من وزارة الدفاع من مشاريعا الخاصة ومونشئاتها. بلغ عدد الموظفين في الوكالة 1200 عامل، معظمهم في قطاع التطوير والأبحاث.
أهم المجالات في الوكالة هي مجال الأبحاث والتطوير ومجال التصنيع والاختبار.

## الإعدادات
أطلقت المنظمة أول قمر صناعي لها، إنتاسات، في 15 نوفمبر 1974، وكان الإطلاق غلى متن صاروخ ناسا دلتا (صاروخ).
حالياً، تتحكم المنظمة في مركز مدريد المركب للاتصال الفضائي ومحطة إطلاق الصواريخ في أندلسيا في غرب إسبانيا.

## وصلات خارجية
- INTA Official Site (بالإسبانية)